# محمية وطنية فرمليون كليفس

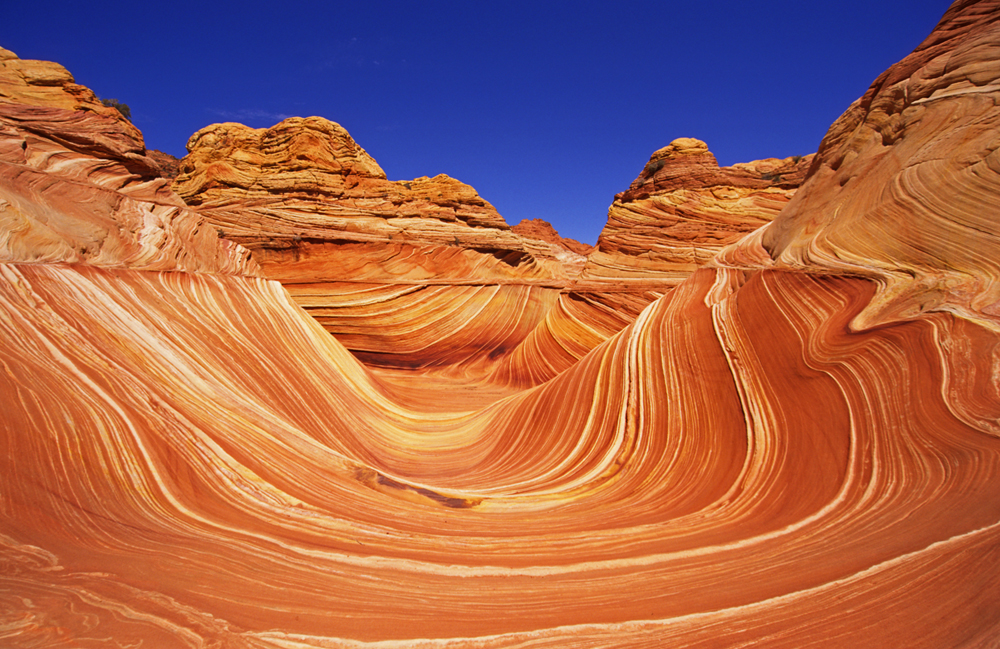
"ذا ويف " في تلال كويوت بوتس المتحجرة، أريزونا.

المحمية الوطنية فيرملون كليفس هي صرح وطني في الولايات المتحدة الأمريكية، وتوجد في «كوكونينو كاونتي» في ولاية أريزونا. وهي تشمل هضبة ذات مناخ جاف تنحدر نحو نهر كولورادو. تتخللها عدة أخاديد وتشكيلات صخورية أخرى.
تبلغ مساحة المحمية نحو 1000 كيلومتر مربع. وقد اعلنها الرئيس الأمريكي بل كلينتون محمية وطنية في عام 2000، ويقوم برعايتها «مكتب رعاية الأراضي» التابع لوزارة الداخلية. سميت المنطقة فيرمليون نسبة إلى نوع الأحجار الموجودة فيها وهو نوع من الاحجار المحتوية علي القصدير. يستخدم هذا المعدن ذو اللون الأحمر في صناعة الألوان.

## تكوينها الجيولوجي
هضبة باريا:
وتتكون من أحجار رسوبية من عصر الباليوزيكوم. عالية في الشمال الغربي وتميل بالتدريج نحو الجنوب الشرقي. وقد عملت الأمطار الساقطة على مر العصور على حفر أخاديد في التشكيلات الرخوة، فظهرت الطبقات التي نشأت في العصر بريكامبريوم. اعلنت محمية وطنية في الولايات المتحدة الأمريكية، وهي تشمل نهر كولورادو التي تنتهي فيه الأخاديد. وهي جزء من أخدود جراند كانيون الشهير.
فرمليون كليفس:
تتكون تلك المنطقة من صخور رسوبية رملية من نوع نافاجو ذات ألوان برتقالية وبيضاء، وهي تعلو عن نهر الكولورادو بنحو 1000 متر. وتوجد أسفل تلك الطبقات طبقات من أحجار أخرى رخوة من الأردواز التي تآكلت على مر العصور بسبب العوامل الطبيعية.
أخدود باريا و«بكسكين جولش»:

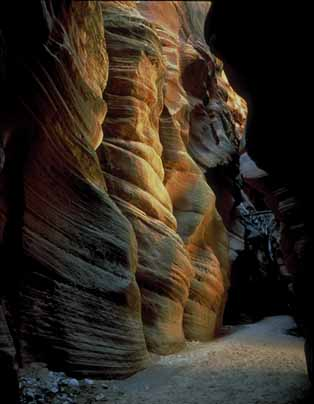
Buckskin Gulch

يقع أخدود باريا في الشمال الشرقي للمحمية وهو عبارة عن وادي يكون نهر باريا، تنصرف فيه المياه المتجمعة على الهضبة. أما «أخدود بكسكين جولش» فهو ضيق ويصب في أخدود باريا. كلاهما تحده مرتفعات منتصبة تصل ارتفاعها عدة مئات الأمتار. المناطق الضيقة لاخدود بكسكين جولش قد يصل عرضها متر واحد فقط، بينما يتسع في المناطق السفلية لأخدود باري فيصل إلى 100 متر وتحده أيضا المرتفعات المنتصبة عموديا.
محبو التجوال يستطيعون التجول وقطع المسافة كلها خلال ثلاثة أو خمسة أيام.
كويوت بوتس وما فيها «ذا ويف» The Wave :
أشكال تلك المنطقة خلابة بلونها البرتقالي والأبيض وهي تتكون من تلال رملية رسوبية متحجرة، وهي توجد في الشمال الغربي لمنطقة المحمية الوطنية. يأتي إليها السياح من كل حدب وصوب للاستمتاع بجمالها وخصوصا عند انعكاس أشعة الشمس عليها.

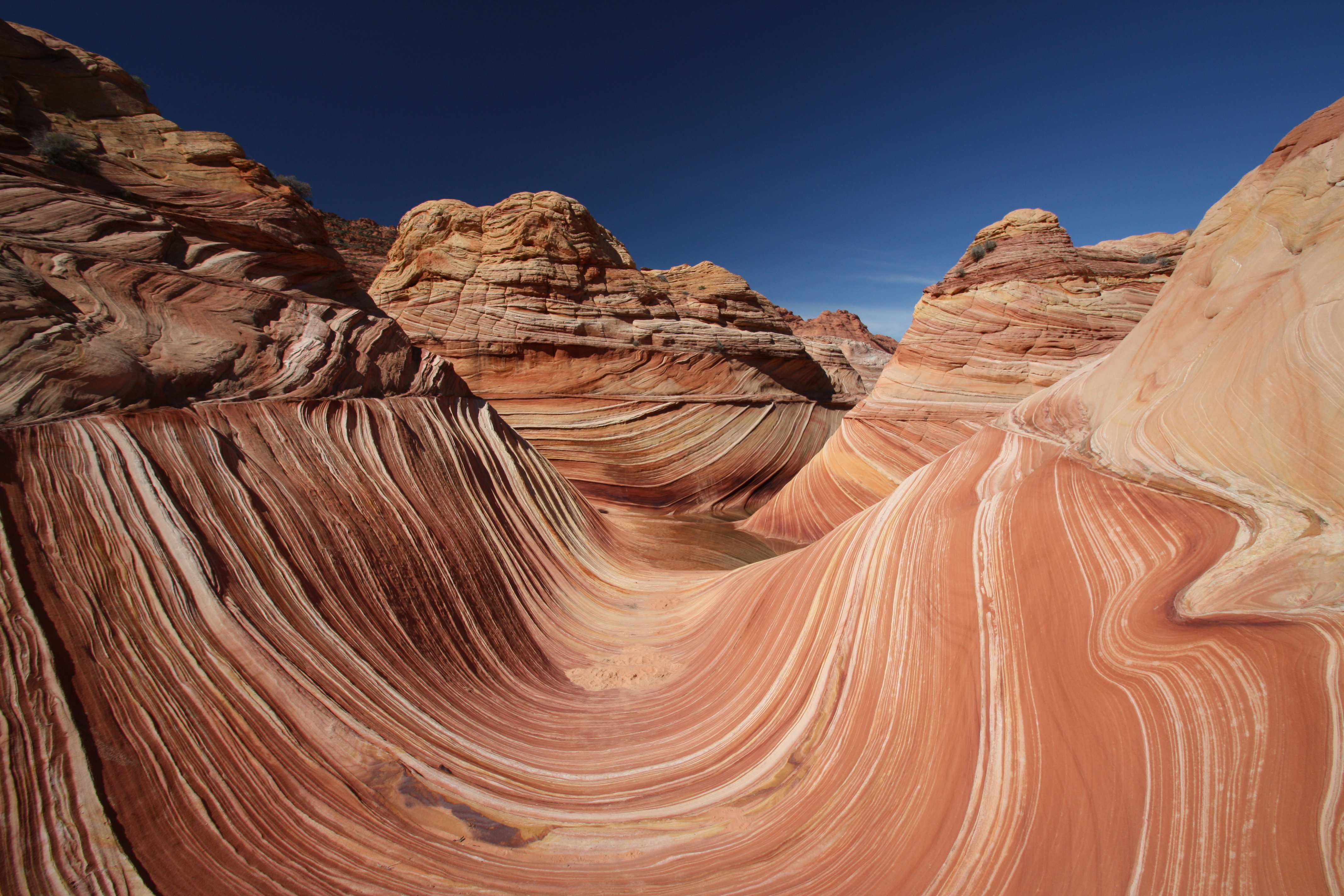
The Wave

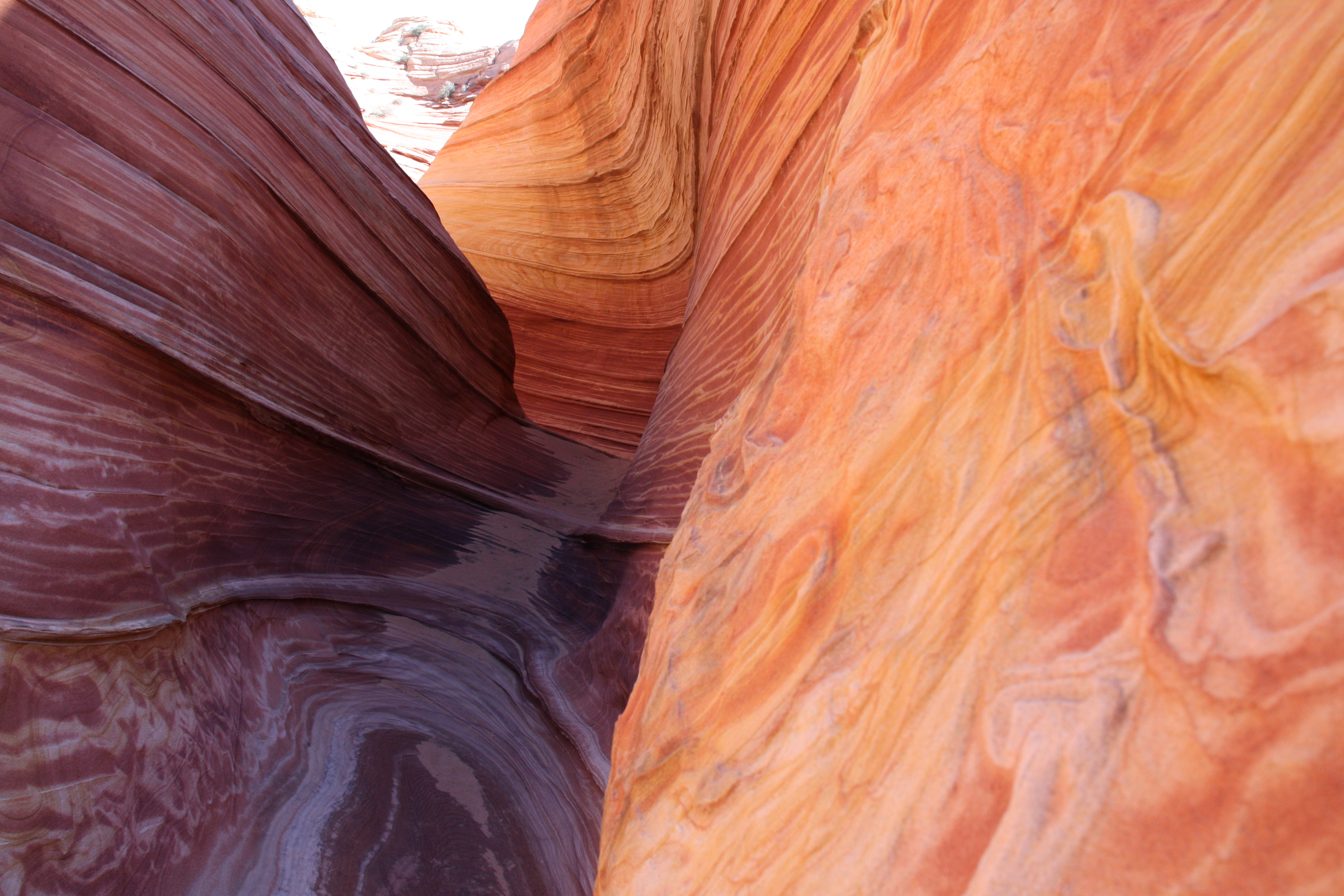
The Wave, sichtbare Härteunterschiede im Gestein

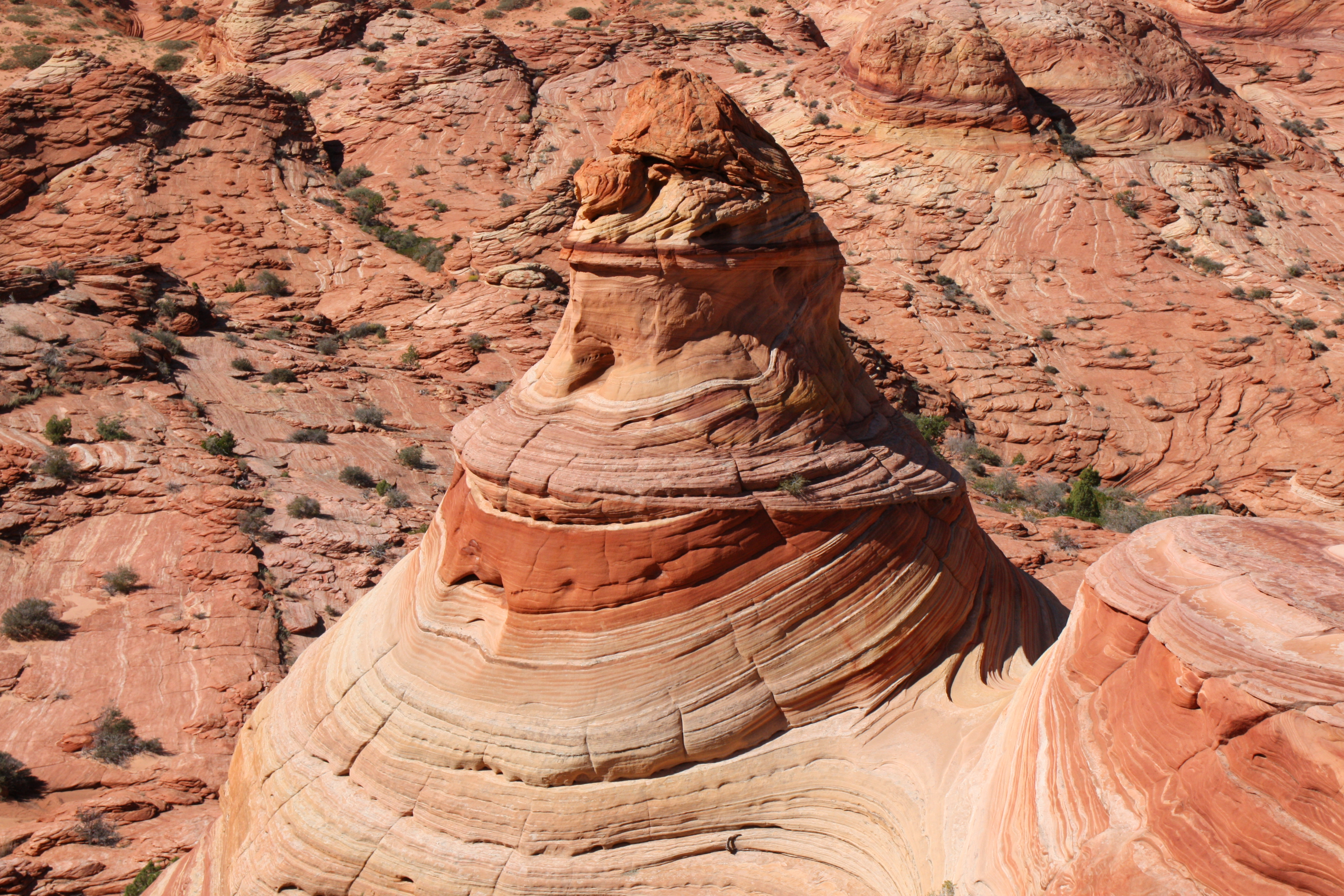
The Wave, außergewöhnliche Formen, geschliffen von Wind und Wasser

## اقرأ أيضا
- تلال رملية
- تلال كويوت
- أريزونا
- غراند كانيون
- حيولوجيا جراند كانيون